# Maria Cantarelli
Maria Cantarelli (178? - 184?) fou una soprano italiana, la primera Giulia a l'òpera La scala di seta de Gioachino Rossini, al teatro San Moisè de Venècia el 1812.